# 監視
監視（かんし）とは、

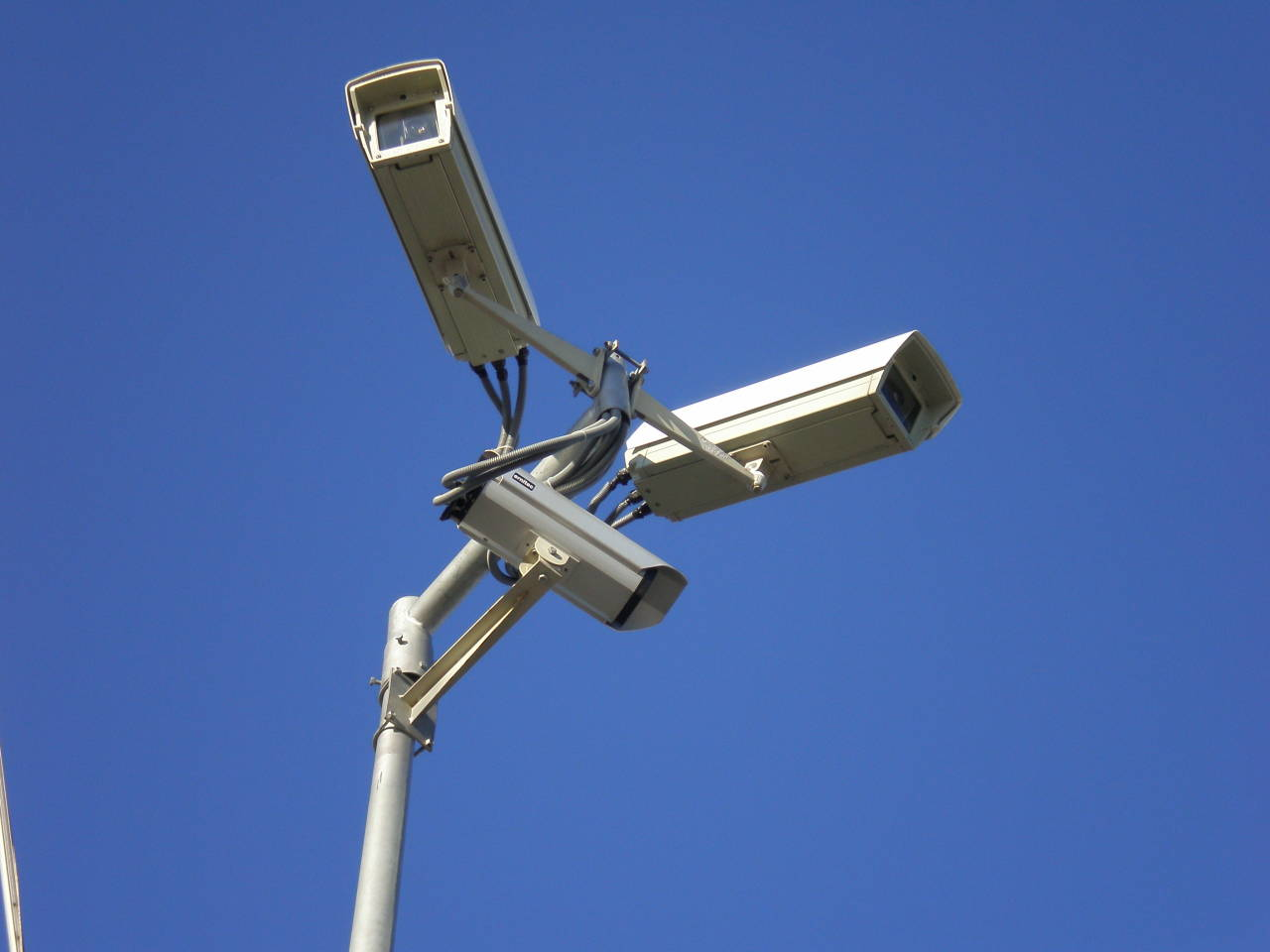
監視カメラ

1. サーベイランス（英語: surveillance）の訳語
2. 英語: inspectionの訳語。（食品衛生監視員参照）
3. モニタ (monitorの訳語)

監視とは相手の状態や状況の変化を逐次に知るために見張りなどの手段を用いた受動的な情報収集の活動を言う。
軍事用語としては積極的に情報を収集する偵察の対義語であるが、警察の捜査やセキュリティーにおいて定位置から長期間にわたり対象を観察する、という意味でも用いられる。過激な監視により自由が失われた社会を特に監視社会という。

## 軍事用語としての監視
監視は偵察と並ぶ基本的な情報活動の一部であり、敵情及び状況を常に把握するために人間の五感やセンサなどを用いた受動的な情報活動である。監視の基盤となる感覚はまず視覚であり、双眼鏡や眼鏡照準器はこの感覚を強化して監視能力を高めることができる。また聴覚も監視を行う上で必要となる感覚であり、これは基本的に人間の耳に依存することとなるが、閃光・発射音測定器（対象の火砲が発する閃光と発射音の時差から対象までの距離を割り出す機械）などの機械を用いることも非常に有効である。もし仮に作戦行動において敵がこのような監視装備を有していれば行動を秘匿することは極めて困難となる。

## 軍事以外での「監視」
- 警察組織における捜査活動としての「監視」（容疑者及び重要参考人の張り込み捜査など）
- 街頭や公共施設における監視カメラの設置（プライバシーの問題も絡んでくる）
- 町内会や地域社会における軽犯罪（窃盗、ひったくり、未成年者の喫煙行為、ゴミの不法投棄など）防止の見回りも一種の「監視」である。
- 海水浴場やプール施設などの監視員
- 営業社員にGPS またはmSpy 等のアプリケーションを搭載した携帯電話などの携帯端末を持たせ外回りをさせる。管理社員が営業社員に対して「得意先を効率的に回るための指導や反省、分析」をするという名目であるが、ちゃんと営業活動しているか、サボったりしていないかを監視する事が目的である（休憩中やトイレで用を足す時も行動が追跡されるから）。